# L'Attente (album de Johnny Hallyday)
Pour les articles homonymes, voir L'Attente.
Albums de Johnny Hallyday
Jamais seul
(2011) Rester vivant
(2014)
Singles
1. L'Attente
Sortie : 4 octobre 2012
2. 20 ans
Sortie : 20 avril 2013

L'Attente est le 48e album studio — le 4e chez Warner Music — de Johnny Hallyday, sorti le 12 novembre 2012.
L'album est réalisé par Yvan Cassar.

## Autour de l'album
L'album sort le 12 novembre en trois éditions :
- édition vinyle — 11 titres — Référence : Warner 5310550871 ;
- édition CD standard (boitier plastique) — 11 titres — Référence : Warner 5310550772 ;
- édition collector CD + DVD (pochette ouvrante cartonnée) — 12 titres — Référence : Warner 5310550862.

Une 4e édition sort le 7 décembre : Coffret collector en édition limitée et numérotée.
L'album, mixé par Bob Clearmountain (titres 2, 3, 6, 7, 8, 9, 11) et Ryan Freeland (titres 1, 4, 5, 10), est enregistré à :
- ICP Studios Bruxelles ;
- Studio 73 Colombes ;
- Océan Way Eden Rock Saint-Barthelemy :
- Village Recorder Santa Monica, CA ;
- Studio Davout Paris (pour les cordes).

Le titre L'amour peut prendre froid, interprété en duo avec Céline Dion est également présent sur son album Sans attendre (sorti le 2 novembre 2012).

## réception et classements
L'album, très bien accueilli par les médias, s'est vendu à plus de 120 000 exemplaires la semaine de sa sortie prenant ainsi la première place du classement des ventes de disques.
Les ventes de l'album s'élèvent à 460 000 exemplaires. Il est certifié disque de diamant.

## Titres
| 1.  | L'Attente                                            | Christophe Miossec                    | Daran                               | 4:26 |
| 2.  | Refaire l'histoire                                   | Isabelle Bernal                       | Blair Mackichan                     | 3:54 |
| 3.  | La Femme aux cheveux longs                           | Marie Laure Douce                     | Rémi Lacroix                        | 3:36 |
| 4.  | Un tableau de Hopper                                 | Emmanuelle Cosso, Jérôme Attal        | Daran                               | 4:04 |
| 5.  | N'en vouloir à personne                              | Isabelle Bernal                       | Rémi Lacroix                        | 4:04 |
| 6.  | L'Amour à mort                                       | Christophe Miossec, Andreas Karlegard | Martin Karlegard, Mats Rubarth (en) | 5:12 |
| 7.  | Un nouveau jour                                      | Christophe Miossec                    | Davide Esposito                     | 3:52 |
| 8.  | 20 ans                                               | Christophe Miossec                    | David Ford (en)                     | 3:35 |
| 9.  | L'amour peut prendre froid (en duo avec Céline Dion) | Christophe Miossec                    | Todd Wright                         | 3:32 |
| 10. | Devant toi                                           | Benoît Carré                          | Johnny Hallyday - John Mamann       | 4:21 |
| 11. | À l'abri du monde                                    | Christophe Miossec                    | Archimède                           | 3:59 |

- Titre bonus édition collector

| No | Titre              | Paroles            | Musique                               | Durée |
| -- | ------------------ | ------------------ | ------------------------------------- | ----- |
| 1. | Prière pour un ami | Christophe Miossec | Yvan Cassar, Blair Mackichan, Valmont | 5:03  |

## Musiciens
- Piano : Yvan Cassar
- Programmations orgue Hammond, B3 et synthétiseurs : Éric Chevalier
- Basse : Laurent Vernerey
- Batterie : Régis Ceccarelli (titres 1, 2, 6, 8, 10) et Raphaël Chassin (titres 3, 4, 5, 9, 10)
- Guitares : Pierre Jaconelli, Freddy Koella, Brian Ray
- Guitares solos : Brian Ray (titres 2, 5), Freddy Koella (titre 9) ; ensembles (titre 6)
- Guitare électrique additionnelle (titre 4) et lapsteel (titre 7) : Greg Leisz
- Guitare acoustique : Daran (titre 4)
- Harmonica : Greg Zlap (titre 3)
- Chœurs : Amy Keys (en) et Siedah Garrett (titres 2, 6) ; Yvan Cassar, Valmont, Regis Ceccarelli, Laurent Vernerey et Bertrand Lamblot (titres 2, 10) ; Jean-Marie Marrier (titre 11)
- Chorale (titre 3) : Vincent Lecornier, Jean-Christophe Rosaz, Christophe Poncet, Emmanuel Rigault, Sébastien D'Oriano, Matthieu Cabanes, [...], François Meens
- Arrangements des cordes : Yvan Cassar
- Orchestration et direction d'orchestre : Sylvain Morizet
- premier violon : Christophe Guiot
- Violons : Arnaud Nuvolone, Christophe Bruckert, Jean-Philippe Kuzma, Nicolas Vaslier, Laurent Philipp, Éric Lacrouts, Pauline Vernet, David Naulin, Anne-Sophie Courderot et Marianne Lagarde
- Alti : Estelle Villote, Jonathan Nazet, Laurence Tricarri et Nathalie Carlucci
- Violoncelle solo : Cyril Lacrouts
- Violoncelles : Emmanuel Petit, Florent Carriere et Miwa Rosso
- Régie cordes et chorale : Jean-Michel Tavernier
- Harmonisation piano : Vincent Guyon

## Certifications
| Pays   | Certification | Ventes certifiées |
| ------ | ------------- | ----------------- |
| France | Diamant       | 500 000           |